# Норвегия (дирижабль)
«Норвегия» (норв. Norge) — полужёсткий дирижабль, построенный в 1923—1926 годах в Италии.
11 мая 1926 года состоялся первый трансарктический перелёт на дирижабле «Норвегия» со Шпицбергена на Аляску через Северный полюс. Экспедицией руководили норвежец Руаль Амундсен и американец Линкольн Элсуорт. Капитаном корабля стал итальянец Умберто Нобиле. 
Перелёт стартовал 11 мая. Линкольн Элсуорт сбросил с дирижабля «Норвегия» на Северный полюс норвежский, итальянский и американский флаги. В своей книге "Моя жизнь" Рауль Амундсен не раз отмечал, что главной целью экспедиции был перелёт через Северный Ледовитый океан.

## Трансарктический перелёт
После серии испытательных полётов N-1 в марте 1926 года был передан экспедиции и 29 марта переименован в Norge (с норв. — «Норвегия»).
Дирижабль N-1 имел объём 19 000 м³. На то время это был самый совершенный воздушный корабль полужёсткой системы. Корпус приобрёл более обтекаемую форму, все выступающие наружу детали корабля стали более обтекаемой формы, что давало меньший коэффициент лобового сопротивления, чем у предшественника дирижабля модели Т-34 (дирижабль «Рим»). В длинной застеклённой гондоле под килем могли расположиться 20 пассажиров. В трёх моторных гондолах были установлены три двигателя «Майбах» Mb.IVa мощностью по 250 л. с.
На дирижабле «Норвегия» под командованием Руаля Амундсена и Линкольна Элсуорта в экспедиции на Северный полюс участвовал Умберто Нобиле.
10 апреля под командованием Нобиле дирижабль вылетел из Рима в Пулхэм (Норфолк, Англия), затем в Экберг (Осло, Норвегия) и, сделав дополнительные остановки в Гатчине (Ленинград, СССР) и Вадсё (северная Норвегия), отправился на Шпицберген, куда прибыл 7 мая. Оттуда 11 мая в 8:50 по Гринвичу дирижабль стартовал к Северному полюсу и достиг его в 13:30 (по Гринвичу) 12 мая. Экипаж провел над полюсом 2,5 часа, обследовал территорию с воздуха, а затем дирижабль направился на Теллер (Аляска, США), где и приземлился 2 дня спустя. Там он был разобран и на транспортном судне доставлен обратно в Италию.
9 мая участники экспедиции узнали, что американцы Ричард Бэрд и Флойд Беннет опередили их, достигнув Северного полюса на самолёте. Однако впоследствии достижение Бэрда и Беннета подвергалось сомнению, споры о том, достигли они полюса или только приблизились к нему, продолжались вплоть до середины 1990-х годов.

## Характеристики
- тип: полужёсткий дирижабль заполнен водородом, тип № 1
- вместимость: 19 тыс. м³
- длина: 106 м
- диаметр: 19,5 м
- грузоподъёмность: 9,5 т
- привод: 3 двигателя «Майбах» общей мощностью 780 л. с.
- скорость: 115 км/ч

## Галерея
- Табличка в Ню-Олесунде
- Юбилейная монета «Исследование русской Арктики»